# Pubescibidion pubescens
Pubescibidion pubescens là một loài bọ cánh cứng trong họ Cerambycidae.